# Cosmorama (caixa de óptica)

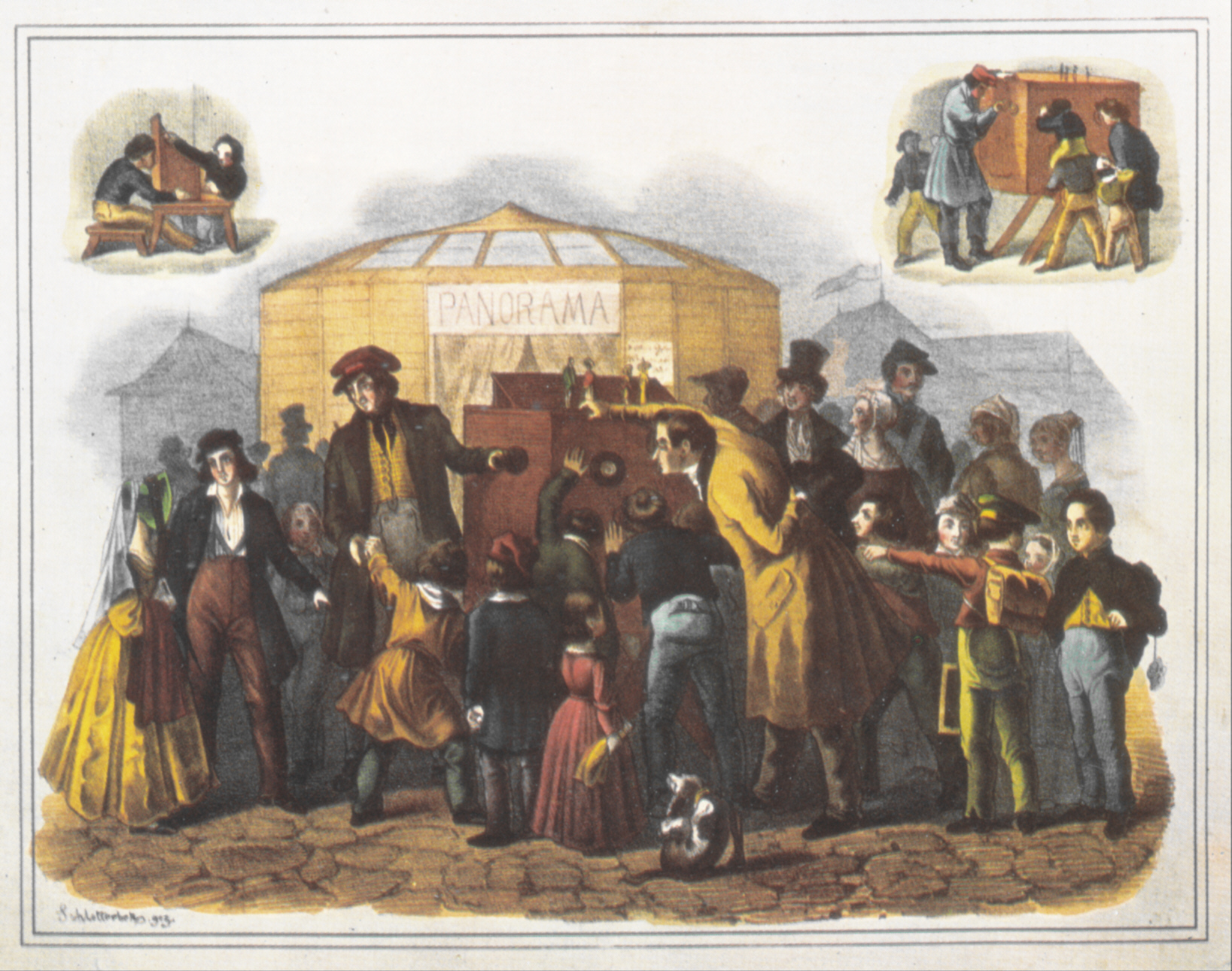
A litografia alemã de 1843 mostra um guckkasten, ou cosmorama, sendo apresentado na rua, em frente a uma rotunda de um panorama. Outros dois modelos de cosmorama podem ser vistos nas extremidades da imagem.

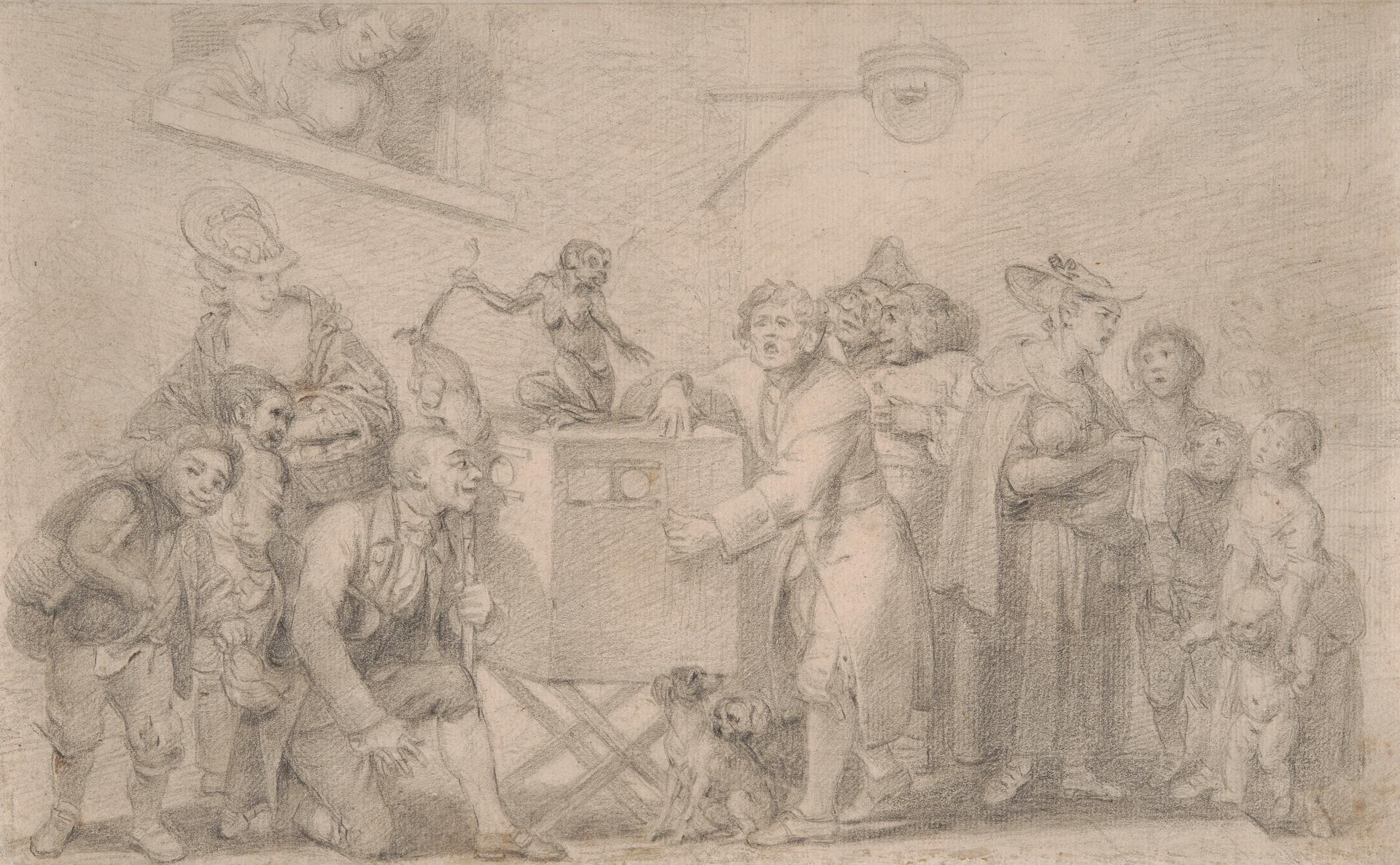
A obra do autor George Dance, o Jovem, mostra um peep-show na Inglaterra. A ilustração, de data indefinida, provavelmente reproduz o ambiente de exibição do fim do século XVIII ou início do século XIX.

Cosmorama é uma caixa com orifícios, lentes e espelhos para observação de quadros ou vistas de paisagens ou imagens de diferentes países. Também significa o local onde acontecem essas exposições.
No estudo das tradições dos espetáculos visuais, é sabido que o cosmorama foi um dispositivo óptico utilizado, principalmente nos séculos XVIII e XIX, para a exibição de quadros fixos. O aparelho era geralmente feito de madeira, com um ou mais orifícios de visualização compostos por lentes de vidro. Os espectadores olhavam por essas lentes para observar os quadros apresentados, ato semelhante a olhar “pelo buraco da fechadura”. Em cada orifício era possível ver uma imagem, ou vista. As lentes serviam para aumentar a visão das imagens a serem observadas. Os cosmoramas variavam de tamanho, modelo e número de orifícios. As vistas destas caixas de óptica geralmente representavam em estilo realista as cenas urbanas e de paisagens naturais, principalmente dos países mais influentes da Europa.

## Etimologia
A palavra cosmorama é a junção de duas palavras de origem grega (kosmos e horama) e significa “vistas ou imagens do mundo”.  Esta palavra é a mais encontrada em relatos no Brasil como nomenclatura deste instrumento, que também era chamado de caixa de óptica, ou caixa de imagem. 

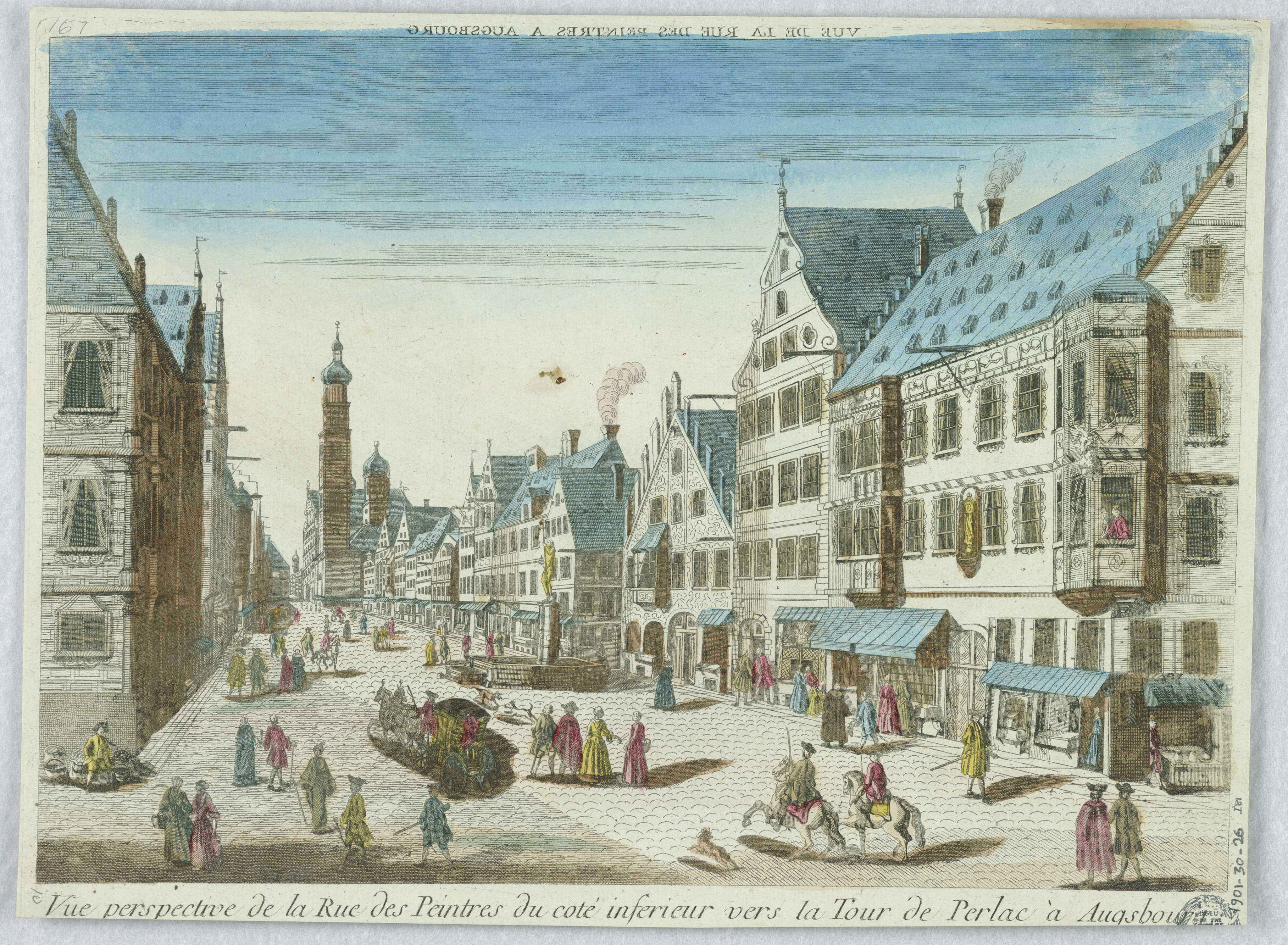
Um exemplo de pintura utilizada no cosmorama. Esta representa uma vista urbana francesa

## Nomenclatura em outros países
Na Inglaterra o aparelho ficou conhecido popularmente como Peep-Show, na Alemanha como guckkasten, na França como boîte à vues d’optique, e na Itália como camera otticha ou Il Mondo Nuovo. 

## Formas de exibição
Alguns destes aparelhos eram utilizados na forma de atrações ambulantes, ou seja, levados para montagem em praças e feiras e disponíveis para exibições em temporada curtas. Outros modelos de cosmorama eram de montagem fixa, sendo apresentados principalmente em salões alugados por períodos longos.  Vale ressaltar que o espectador do cosmorama observava as imagens por meio das aberturas na madeira, de modo que cabia apenas uma pessoa por vez a cada visualização. A experiência de visualização e imersão no cosmorama, portanto, era individual. 